# Dictyoxiphium panamense
Dictyoxiphium panamense là một loài dương xỉ trong họ Tectariaceae. Loài này được Hook. mô tả khoa học đầu tiên năm 1842.